# Stefan Meßner

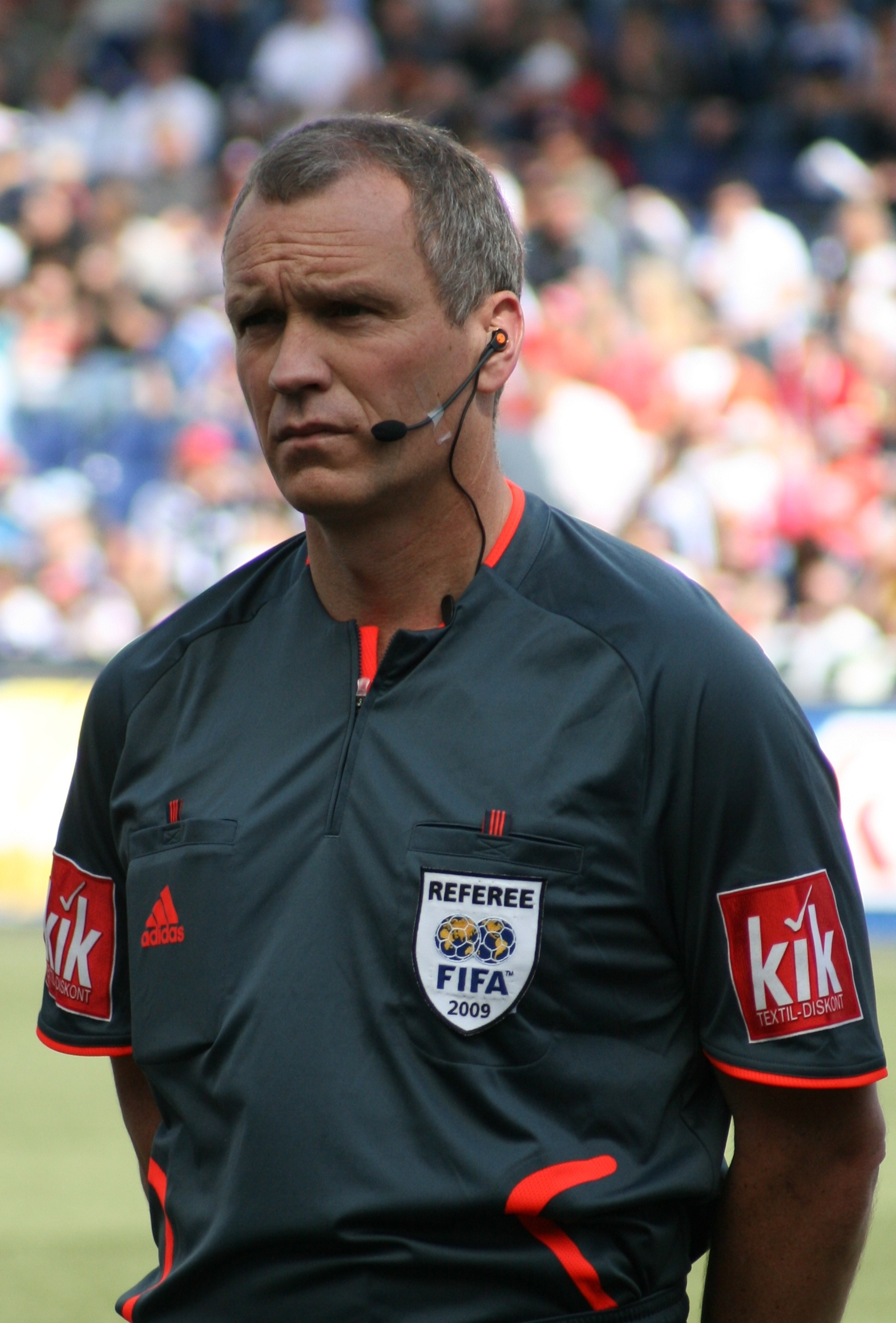
Stefan Meßner

Stefan Meßner (* 13. Dezember 1964 in Eibiswald) ist ein ehemaliger österreichischer Fußballschiedsrichter und nunmehriger Schiedsrichterbeobachter.

## Leben
Stefan Meßner war seit dem 1. April 1986 bei Fußballspielen als Schiedsrichter tätig, seit dem 1. Juli 1994 als Bundesligaschiedsrichter und seit 2001 als FIFA-Schiedsrichter auch bei internationalen Spielen. Seit 2006 leitete er drei UEFA-Champions-League-Spiele, dreizehnmal pfiff er Spiele im UEFA-Cup. Am 26. Juli 2009 leitete er das Skandalspiel zwischen Rapid Wien und SV Mattersburg mit 15 Gelben Karten sowie zwei Gelb-Roten Karten.
Am 6. Dezember 2009 leitete Stefan Messner bei der Paarung SK Austria Kärnten gegen LASK Linz sein letztes Bundesligaspiel.
Seit Beginn der Meisterschaft 2010/11 ist Stefan Meßner in der Österreichischen Bundesliga als Schiedsrichterbeobachter tätig.